# Девід Доусон
Де́від Ро́берт До́усон (англ. David Robert Dawson, нар. 7 вересня 1982, Віднес, Англія, Велика Британія) — британський актор театру та кіно. Відомий ролями Тоні Воррена у фільмі «The Road to Coronation Street» (2010), Тобі Кента у серіалі «Лютер» (2011), короля Альфреда в телесеріалі «Останнє королівство» (2015—2022), Патріка Хейзлвуда у драмі «Мій поліцейський» (2022), а також Оуена Лессітера у трилері «Старі ножі» (2022).

## Життєпис
Народився 7 вересня 1982 року у місті Віднес, графство Чешир, Англія.
Девід відвідував середню школу Ферфілд та громадський коледж Воррінгтона, перш ніж його прийняли в Королівську академію драматичного мистецтва в 2002 році. Ще під час навчання в школі він був членом театральної трупи «Musketeer Theatre Company», де серед інших ролей він зіграв роль Догберрі у п'єсі «Багато галасу з нічого» Вільяма Шекспіра.
У підлітковому віці він написав дві п'єси — «Розлучені та відчайдушні» (англ."Divorced and Desperate") та «Хлопчик у ліжку» (англ. «The Boy In The Bed»). Джулі Волтерс і Барбара Віндзор допомогли профінансувати лондонський дебют 18-річного Доусона в театрі Тауер в Ізлінгтоні.
Також у Девіда є молодший брат Джеймс.

### Особисте життя
Доусон — відкритий гей. У жовтні 2022 року в інтерв'ю британському «Vogue» він повідомив, що планує одружитися.

## Кар'єра
Першою професійною роллю Девіда була роль дублера Кевіна Спейсі в ролі однойменного героя шекспірівської п'єси «Річард II» у фільмі британського режисера Тревора Нанна.
Девід Доусон мав урізноманітнені ролі на телебаченні: він зіграв англійського сценариста і актора Тоні Воррена у фільмі «The Road to Coronation Street» (2010), денді з вищого класу і психопата Тобі Кента у серіалі «Лютер» (2011). У 2012 році мав ролі у двох літературних адаптаціях BBC Two, зігравши Баззарда в «Таємниці Едвіна Друда» та Пойнза в драмі «Порожня корона». У 2014 році Девід також отримав чудові відгуки за роль Фердинанда у телепрограмі «Герцогиня Малфійська». 
Однак найбільшого визнання Девід досяг за блискуче виконання ролі короля Альфреда в телесеріалі BBC/Netflix «Останнє королівство» (2015 — 2022). 
У 2022 році Доусон знявся разом із Гаррі Стайлзом та Еммою Коррін у фільмі «Мій поліцейський», зігравши  мистецтвознавця Патріка Хейзлвуда. А також мав роль у американському трилері «Старі ножі».
Окрім ролей на телебаченні, Девід Доусон також бере активну участь у театральних постановках. У 2008 році він був номінований на премію Лоуренса Олів'є за роль Смайка в постановці «Життя та пригоди Ніколаса Нікльбі» (2007).

## Фільмографія

### Кіно
| Рік  | Назва українською                              | Оригінальна назва                       | Роль                      | Прим. |
| ---- | ---------------------------------------------- | --------------------------------------- | ------------------------- | ----- |
| 2009 | укр. «Лондонський бульвар»                     | London Boulevard                        | Великий продавець проблем |       |
| 2016 | укр. «Повна прогулянка: Марні зусилля кохання» | The Complete Walk: Love's Labour's Lost | Бірон                     |       |
| 2022 | Усі старі ножі                                 | All the Old Knives                      | Оуен Ласітер              |       |
| 2022 | Мій поліцейський                               | My Policeman                            | юний Патрік Хезлвуд       |       |

### Телебачення
| Рік  | Назва українською       | Оригінальна назва             | Роль                         | Прим.  |
| ---- | ----------------------- | ----------------------------- | ---------------------------- | ------ |
| 2002 | Експеримент             | The Experiment                | (5 серій)                    | [ 10 ] |
| 2007 | Збиток                  | Damage                        | Том Бірн                     | [ 10 ] |
| 2007 |                         | The Thick of It               | Affers                       | [ 10 ] |
| 2009 | Грейсі!                 | Gracie!                       | Гаррі Парр-Девіс             | [ 10 ] |
| 2010 | Лютер                   | Luther                        | Тобі Кент (3 серії)          | [ 10 ] |
| 2010 |                         | The Road to Coronation Street | Тоні Воррен                  | [ 10 ] |
| 2012 | Порожня корона          | The Hollow Crown              | Edward 'Ned' Poins (2 серії) | [ 10 ] |
| 2012 | Таємниця Едвіна Друда   | The Mystery of Edwin Drood    | Містер Баззард               | [ 10 ] |
| 2012 | Кінець параду           | Parade's End                  | Aranjuez                     | [ 10 ] |
| 2012 | Вулиця Різника          | Ripper Street                 | Фред Бест (18 серій)         | [ 10 ] |
| 2013 | Танці на межі           | Dancing on the Edge           | Horton (3 серії)             | [ 10 ] |
| 2013 | Гострі картузи          | Peaky Blinders                | Робертс (3 серії)            | [ 10 ] |
| 2013 | Борджіа                 | The Borgias                   | Посол Франції                | [ 10 ] |
| 2014 | Герцогиня Малфійська    | The Duchess of Malfi          | Фердинанд                    | [ 10 ] |
| 2015 | Вигнанці                | Banished                      | Девід Коллінз (7 серій)      | [ 10 ] |
| 2015 | Останнє Королівство     | The Last Kingdom              | Король Альфред (26 серій)    | [ 10 ] |
| 2016 | Мегре розставляє пастки | Maigret                       | Марсель Монсен (1 серія)     | [ 10 ] |
| 2016 | Таємний агент           | The Secret Agent              | Володимир (3 серії)          | [ 10 ] |
| 2019 | Рік кролика             | Year of the Rabbit            | Джозеф Меррік (6 серій)      | [ 10 ] |
| 2023 |                         | This Town                     | Eddie Carmen (6 серій)       | [ 10 ] |
| 2023 |                         | The Burning Girls             | Aaron Marsh                  | [ 10 ] |

## Нагороди та номінації
У 2008 році Доусона було номіновано на Премію Лоуренса Олів'є в номінації «Найкраще нове обличчя» за його роль Смайка у п'єсі «Пригоди Ніколаса Ніклбі».
У 2022 році разом з акторським складом фільму «Мій поліцейський» здобув триб'ют-премію на Міжнародному кінофестивалі у Торонто. До того ж Девід Доусон разом із Гаррі Стайлзом були номіновані на «MTV Movie & TV Awards 2023» в номінації «Найкращий поцілунок».